# Emma Heintz

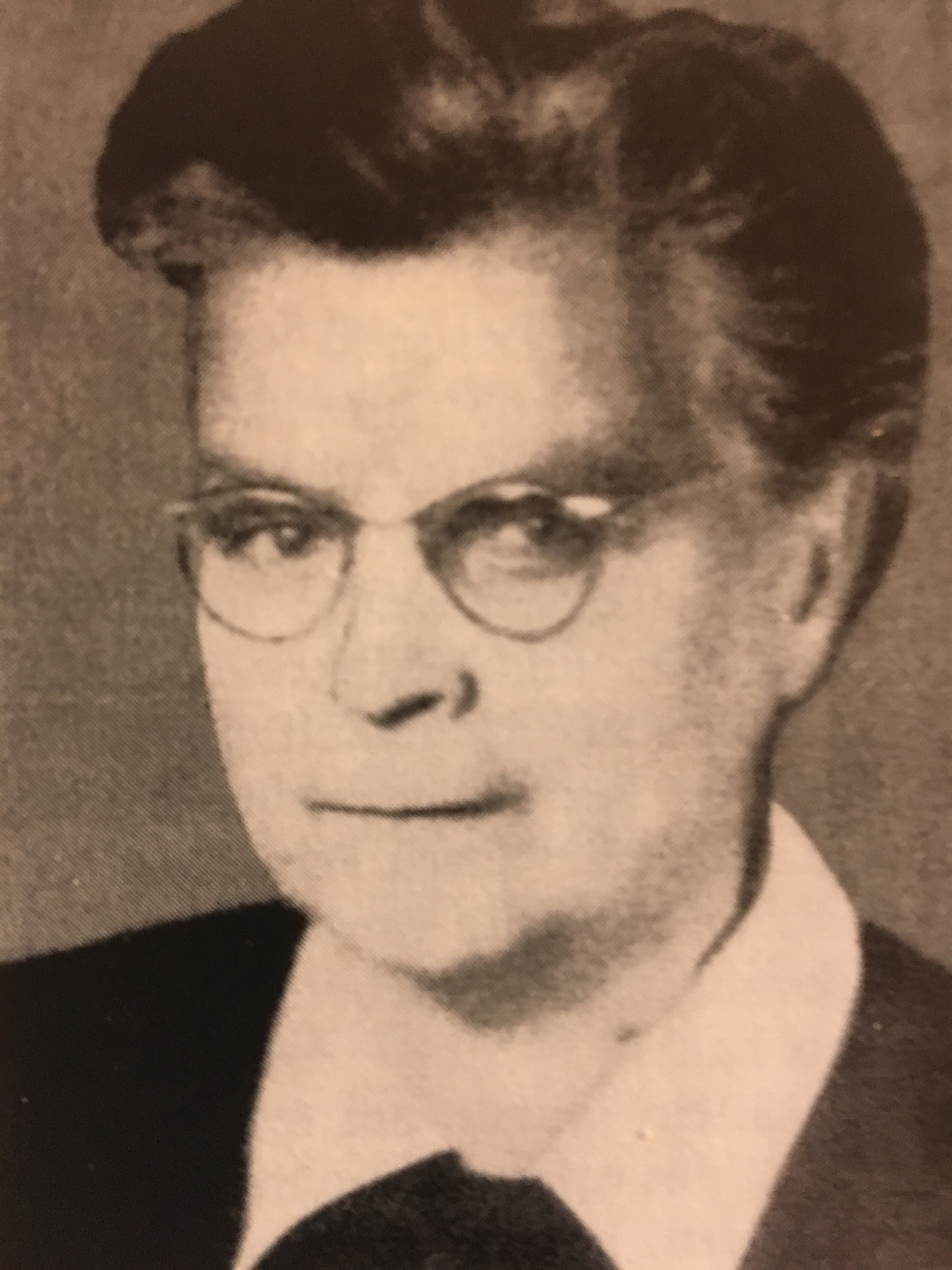
Emma Heintz

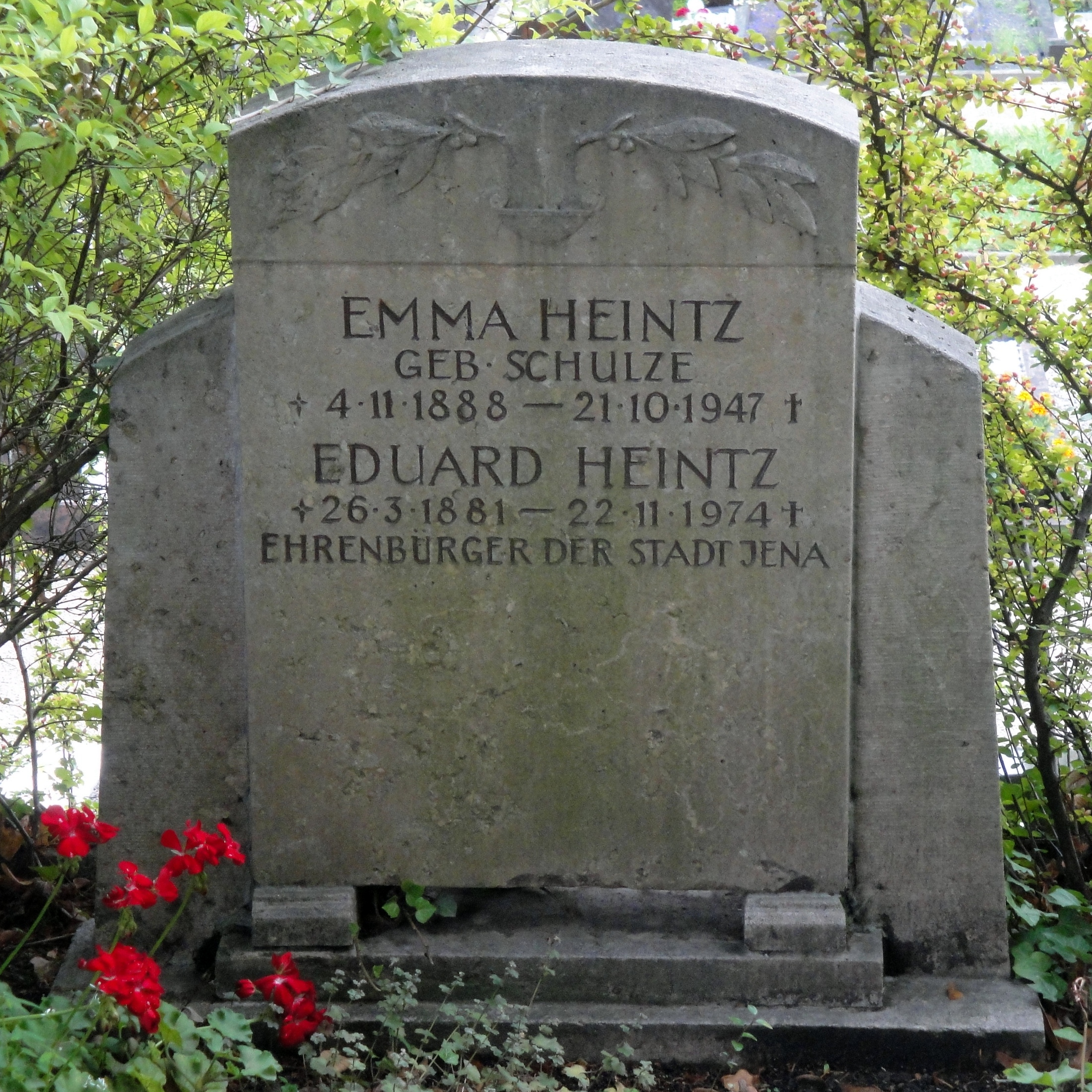
Grab auf dem Nordfriedhof in Jena (Zustand 2015)

Emma Heintz (* 4. November 1888 in Jena als Frieda Minna Emma Schulze; † 21. Oktober 1947) ist die Gründerin der Jenaer Wohlfahrt.

## Leben
Als Tochter eines Kutschers und Maurers und einer Wäscherin besuchte sie die Volksschule in Jena. Ohne berufliche Ausbildung war sie später als Dienstmädchen und als Weißnäherin in verschiedenen Haushalten tätig. Im Jahre 1907 brachte sie ihre Tochter Hildegard und am 20. Juli 1909 ihren Sohn Rudolf Thomas in Jena zur Welt. 1910 heiratete sie den Sozialdemokraten und Vater ihrer beiden Kinder – A. H. Rudolf Thomas, der Glasmacher bei Schott Jenaer Glas war. Dieser fiel 1917 im Ersten Weltkrieg an der Westfront.
1911 trat sie auf dem 22. sozialdemokratischen Reichsparteitag (10.–16. September 1911) in Jena selbst der SPD bei. 1918 übernahm sie (gemeinsam mit anderen Frauen) die Leitung der SPD-Frauengruppe im SPD-Ortverband. Während der Novemberrevolution 1918/19 waren Gertrud Morgner und sie die beiden einzigen Frauen im Jenaer Arbeiter- und Soldatenrat.
Von 1919 bis 1933 vertrat sie die SPD im Jenaer Gemeinde- bzw. Stadtrat. Dabei kooperierte sie eng mit Emil Hädrich in sozialen Belangen der Stadt. 1919/20 organisierte und gründete sie gemeinsam mit anderen Frauen die Jenaer Ortsgruppe der Arbeiterwohlfahrt und versorgte unterernährte Kinder im damaligen Schützenhaus (damals am Wöllnitzer Platz, heute Jenaplan) mit warmen Mahlzeiten, die aus Spendenmitteln finanziert wurden. Nach dem Ersten Weltkrieg gründete sie mit Unterstützung der Gewerkschaften im Gewerkschaftshaus (Krautgasse/Bachstraße – heute F-Haus) eine Nähstube.
In den 1920er Jahren begann sie auf dem Jenaer Forst (heutiges Schullandheim Stern) die Feriengestaltung für Jenaer Arbeiterkinder zu organisieren. Sie organisierte gemeinsam mit anderen Frauen Jahr für Jahr interessante Spiele, Wanderungen und Veranstaltungen, in die die Kinder mit einbezogen wurden, um so ihre Selbstständigkeit und Verantwortung zu fördern.
1933 wurde sie durch die Nationalsozialisten all ihrer Ämter enthoben. Im gleichen Jahr heiratete sie den Sozialdemokraten Eduard Heintz (siehe Liste der Ehrenbürger der Stadt), der ebenfalls Glasmacher und Rohrzieher bei Schott Jenaer Glas war. Im Zuge der Aktion Gitter (teilweise auch Aktion Gewitter genannt), nach dem Attentat auf Hitler, wurden beide im August 1944 als SPD-Funktionäre und Regimegegner von der Gestapo verhaftet und in die Konzentrationslager Buchenwald und Ravensbrück verbracht.
Nach dem Zweiten Weltkrieg begann sie erneut damit, Nähstuben einzurichten (Nähestube im Jenaer Glaswerk für die Witwen von Mitarbeitern der Glaswerke, Nähstube in Jena-Ost) und versorgte erneut Kinder mit warmen Mahlzeiten. Außerdem rief sie wieder Ferienaktionen für Schulkinder ins Leben und gründete das Schullandheim Stern auf dem Jenaer Forst erneut. Es wird auch noch heute als solches mit gleichen Zielen betrieben.
Seit 1946, nach der Zwangsvereinigung von SPD und KPD zur SED, vertrat sie die SED in der Jenaer Stadtversammlung. Sie war die Vorsitzende der Frauenausschüsse. Am 21. Oktober 1947 kam sie und einige Mitarbeiter der Maxhütte (Unterwellenborn) auf der Rückfahrt von einer ZK-Sitzung der SED in Berlin (Beratungen zur Zukunft Jenas) bei einem Verkehrsunfall in der Nähe des Hermsdorfer Kreuzes ums Leben, ihr Sohn Rudolf Thomas war ebenfalls im Fahrzeug überlebte aber leichtverletzt.
Seit 1950 trägt eine Straße im Ortsteil Jena-Süd (Nähe dem „Beutenberg Campus“) ihren Namen.